# I Feel You
I Feel You – singel grupy Depeche Mode promujący album Songs of Faith and Devotion. Singel wydany 15 lutego 1993 roku. I Feel You przenosi Depeche Mode do bardziej rockowego brzmienia, większą wagę postawiono tu na użycie instrumentów bardziej kojarzących się z muzyką rockową, a więc Alan Wilder gra na perkusji, Martin Gore na gitarze elektrycznej. B-Side tego singla zawiera piosenkę One Caress, która została wydana również samodzielnie w USA.
Na okładce płyty można zauważyć cztery symbole, każdy z nich reprezentuje jednego z członków grupy. Aby dowiedzieć się, jaki symbol należy do kogo, należy przyjrzeć się cyferkom w prawym rogu każdego symbolu. Te, na pozór, bezsensowne liczby to daty urodzenia poszczególnych członków zespołu. Utwór został wykorzystany w jednej ze scen w filmie Głową w mur.
Utwór odegrano na pogrzebie zmarłego tragicznie 7 maja 2004 w Iraku dziennikarza Waldemara Milewicza.

## WydaniaMute Records

### 7": Mute / Bong21 (UK)
1. "I Feel You" (4:34)
2. "One Caress" (3:30)

### 12": Mute / 12Bong21 (UK)
1. "I Feel You [Throb Mix]" (6:47) (remixed by Mark Stent)
2. "I Feel You" (4:34)
3. "I Feel You [Babylon Mix]" (7:53) (remixed by Supereal and John Crossley)
4. "One Caress" (3:30)

### 12": Mute / L12Bong21 (UK)
1. "I Feel You [Life's Too Short Mix]" (8:35) (remixed by Brian Eno)
2. "I Feel You [Swamp Mix]" (7:28) (remixed by Brian Eno)
3. "I Feel You [Afghan Surgery Mix]" (4:58) (remixed by Danny Briottet)
4. "One Caress" (3:30)

### CD: Mute / CDBong21 (UK)
1. "I Feel You" (4:34)
2. "One Caress" (3:30)
3. "I Feel You [Throb Mix]" (6:47)
4. "I Feel You [Babylon Mix]" (7:53)

### CD: Mute / LCDBong21 (UK)
1. "I Feel You [Life's Too Short Mix]" (8:35)
2. "I Feel You [Swamp Mix]" (7:28)
3. "I Feel You [Afghan Surgery Mix]" (4:58)
4. "I Feel You [Helmet at the Helm Mix]" (6:41) (remixed by Mark Stent)

### CD: Mute / CDBong21X (EU)
1. "I Feel You" (4:34)
2. "One Caress" (3:30)
3. "I Feel You [Throb Mix]" (6:47)
4. "I Feel You [Babylon Mix]" (7:53)
5. "I Feel You [Life's Too Short Mix]" (8:35)
6. "I Feel You [Swamp Mix]" (7:28)
7. "I Feel You [Afghan Surgery Mix]" (4:58)
8. "I Feel You [Helmet at the Helm Mix]" (6:41)

## Twórcy
- David Gahan - wokale główne, sampler
- Martin Gore - gitara, chórki, sampler
- Alan Wilder - syntezator, gitara basowa, fortepian, perkusja, sampler
- Andrew Fletcher - syntezator, chórki, sampler

## Pozycje na listach przebojów
| Lista (1993)                                          | Najwyższa pozycja |
| ----------------------------------------------------- | ----------------- |
| Australia (ARIA Charts)                               | 37                |
| Austria (Ö3 Austria Top 40)                           | 7                 |
| Belgia (Ultratop 50) Flandria                         | 21                |
| Belgia (VRT Top 30) Flandria                          | 22                |
| Finlandia (Suomen virallinen lista)                   | 1                 |
| Francja (SNEP)                                        | 5                 |
| Hiszpania (AFYVE)                                     | 1                 |
| Holandia (Top 40)                                     | 35                |
| Holandia (Single Top 100)                             | 29                |
| Irlandia (Irish Singles Chart)                        | 6                 |
| Kanada (Canadian Hot 100)                             | 31                |
| Niemcy (Media Control Charts)                         | 4                 |
| Nowa Zelandia (Recorded Music NZ)                     | 29                |
| Polska (Lista Przebojów Programu Trzeciego)           | 1                 |
| Billboard Hot 100                                     | 37                |
| Stany Zjednoczone - Hot Dance Club Play               | 3                 |
| Stany Zjednoczone - Billboard Hot Dance Singles Sales | 4                 |
| Stany Zjednoczone - Billboard Modern Rock Tracks      | 1                 |
| Stany Zjednoczone -(Cashbox)                          | 37                |
| Szwajcaria (Schweizer Hitparade)                      | 4                 |
| Szwecja (Sverigetopplistan)                           | 2                 |
| Wielka Brytania (UK Singles Chart)                    | 8                 |
| Włochy (FIMI)                                         | 4                 |

### Podsumowanie roku
| Lista (1993)  | Pozycja |
| ------------- | ------- |
| Włochy (FIMI) | 37      |